# Movimiento Norte Grande
Movimiento Norte Grande —denominado también como Movimiento Independiente y Regionalista Norte Grande— fue un movimiento político chileno de carácter regionalista, con presencia en las Regiones de Arica y Parinacota, Tarapacá y Antofagasta, liderado por el entonces senador Carlos Cantero.

## Historia
El primer antecedente de la agrupación se remonta al 24 de noviembre de 2008, cuando el entonces candidato presidencial Sebastián Piñera invitó al senador Carlos Cantero a liderar un movimiento político que defendiera los intereses de los ciudadanos del norte de Chile, y que sería apoyado por exmilitantes de Renovación Nacional.
Fue lanzado oficialmente en Antofagasta el 6 de abril de 2009. Se definía como «un movimiento aglutinador de personas que presentan ideas y propuestas y, que busca, construir liderazgos enfocados en la participación integral de todos sus componentes, de manera igualitaria, sin exclusiones y donde se respetan las ideas bajo objetivos en común cuyo propósito es captar la adhesión ciudadana». Reunía a antiguos militantes de los partidos de la Alianza —su líder Cantero se había retirado de Renovación Nacional en 2007— y la Concertación, descontentos por el centralismo propio de Chile y el abandono de las regiones de la zona norte del país.
Integró la Coalición por el Cambio y como tal, apoyó la candidatura presidencial de Sebastián Piñera en 2009. No presentó candidatos en las elecciones parlamentarias de ese año luego que la directiva de RN en Calama rechazara que Norte Grande acompañase al UDI Felipe Ward en la lista de la Coalición en el Distrito 4 (Calama y alrededores).
Norte Grande no tuvo mayor representación que la de Cantero en el Senado, quien dejó la cámara alta tras perder su escaño en las elecciones parlamentarias de 2013, a las cuales postuló como  independiente fuera de pacto tras no llegar a un acuerdo con la Alianza.